# Edmund Soja

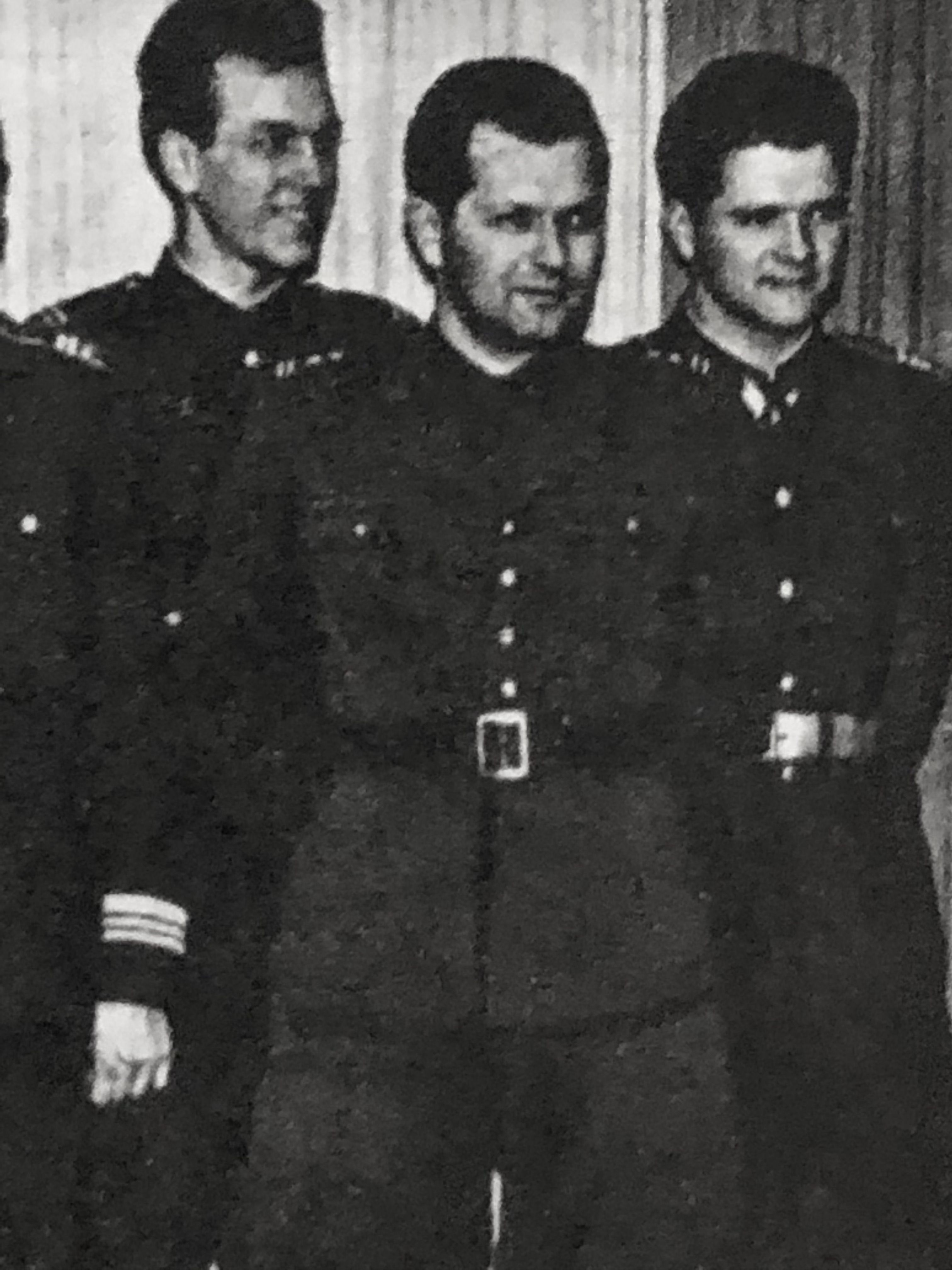
komendant Oficerskiej Szkoły Artylerii Przeciwlotniczej ppłk Edmund Soja (w środku) w otoczeniu podchorążych, 1959

Edmund Soja (ur. 15 października 1921 w Chełmie, zm. 6 czerwca 1977 w Aszułuku) – polski dowódca wojskowy, generał brygady Wojska Polskiego.

## Życiorys
Urodził się w rodzinie robotnika kolejowego w Chełmie i tam w 1934 ukończył Szkołę Powszechną im. Stanisława Staszica, następnie w 1939 gimnazjum ogólnokształcące w Kowlu. W latach 1939–1941 ukończył dwie klasy radzieckiej 10-latki. W czasie okupacji pracował jako robotnik parowozowni w Kowlu.
W czasie okupacji – od 17 października 1943 żołnierz 27 Wołyńskiej Dywizji Piechoty AK, najpierw jako szeregowiec, potem kapral w zwiadzie konnym.
Następnie od kwietnia 1944 – w oddziale partyzanckim „Jeszcze Polska nie zginęła”.
Po zdobyciu Chełma 11 sierpnia 1944 wstąpił do Szkoły Podchorążych Artylerii. Ukończył ją z 1 lokatą – promowany na stopień podporucznika 2 marca 1945. Pełnił kolejno funkcje dowódcy plutonu 17 baterii artylerii przeciwlotniczej Oficerskiej Szkoły Artylerii w Chełmie Lubelskim od 5 marca – do 10 lipca 1945 i wykładowcy sprzętu w Oficerskiej Szkole Artylerii w Toruniu. Następnie był dowódcą przeciwlotniczej baterii szkolnej. Od 22 lipca 1948 był dowódcą baterii szkolnej Oficerskiej Szkoły Artylerii Przeciwlotniczej w Koszalinie. Od 16 sierpnia 1948 dowodził dywizjonem podchorążych Oficerskiej Szkoły Artylerii Przeciwlotniczej w Koszalinie. 27 lutego 1953 – przechodzi do służby w Dowództwie Artylerii Krakowskiego Okręgu Wojskowego, gdzie do października 1953 był zastępcą szefa artylerii ds. artylerii przeciwlotniczej. Od listopada 1953 był zastępcą komendanta Oficerskiej Szkoły Artylerii Przeciwlotniczej ds. liniowych.
Od czerwca 1954 do 6 czerwca 1957 kierował Oficerską Szkołą Artylerii Przeciwlotniczej jako jej komendant. Po rocznym Wyższym Kursie Akademickim w Wojskowej Dowódczej Akademii Artyleryjskiej w Leningradzie ponownie był komendantem Oficerskiej Szkoły Artylerii Przeciwlotniczej w Koszalinie. 1 września 1963 odszedł na studia do Akademii Sztabu Generalnego Sił Zbrojnych ZSRR, po ukończeniu których od 11 lipca 1965 kierował Szefostwem Obrony Przeciwlotniczej Warszawskiego Okręgu Wojskowego. Z początkiem 1968 przeszedł do służby w Wojskach Obrony Powietrznej Kraju. Od 25 stycznia 1968 pełnił obowiązki dowódcy a z dniem 7 czerwca 1968 został zatwierdzony na stanowisku dowódcy 1 Korpusu Obrony Powietrznej Kraju.
Prywatnie – ojciec dwóch córek (Zofia Iwona, ur. 1950 i Ewa Wanda, ur. 1956), żona Maria z domu Romaszkiewicz. Był zapalonym myśliwym.

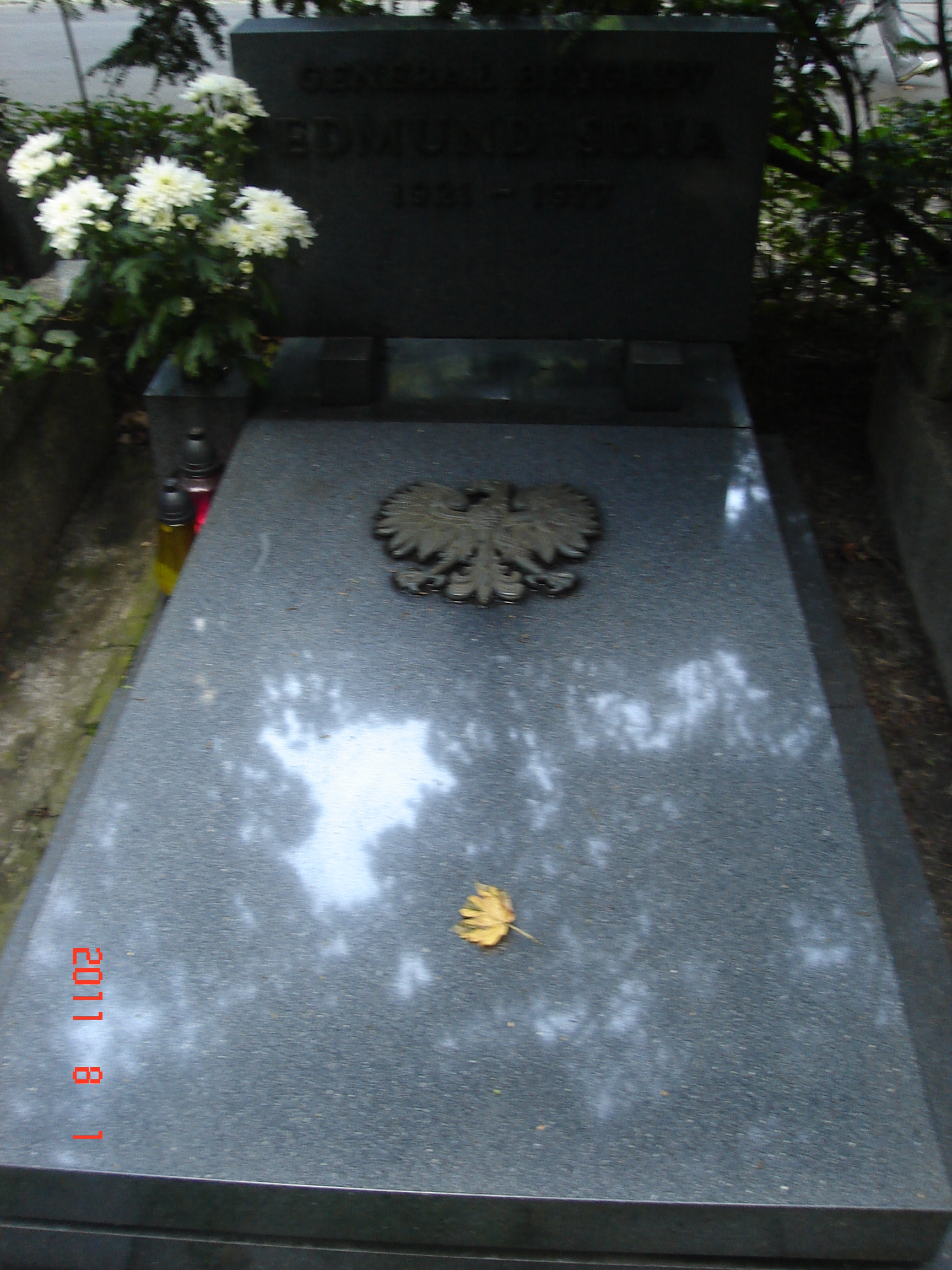
Grób Edmunda Soji na Cmentarzu Wojskowym na Powązkach w Warszawie

Zmarł nagle 6 czerwca 1977 w czasie wykonywania obowiązków służbowych na poligonie w okolicach Astrachania. Pochowany na Cmentarzu Wojskowym na Powązkach (kwatera C11-1-4).
Od 1947 był członkiem Polskiej Partii Robotniczej.

## Awanse
- podporucznik – 2 marca 1945
- porucznik – 7 maja 1946
- kapitan – 22 lipca 1948
- major – 24 sierpnia 1951
- podpułkownik – 2 sierpnia 1954
- pułkownik – 30 września 1959
- generał brygady – 10 października 1969

## Odznaczenia
(wykaz sporządzony w oparciu o zestaw baretek na mundurze generała w Muzeum Broni Przeciwlotniczej przy Centrum Szkolenia Sił Powietrznych im. Romualda Traugutta w Koszalinie)
- Krzyż Oficerski Orderu Odrodzenia Polski (1972)
- Krzyż Kawalerski Orderu Odrodzenia Polski (1963)
- Krzyż Walecznych – dwukrotnie (1944, 1968)
- Krzyż Partyzancki (1958)
- Złoty Krzyż Zasługi (1957)
- Srebrny Krzyż Zasługi (1949)
- Medal 30-lecia Polski Ludowej
- Medal za Warszawę 1939–1945
- Medal Zwycięstwa i Wolności 1945
- Złoty Medal „Siły Zbrojne w Służbie Ojczyzny”
- Srebrny Medal „Siły Zbrojne w Służbie Ojczyzny”
- Brązowy Medal „Siły Zbrojne w Służbie Ojczyzny”
- Medal „Za udział w walkach o Berlin”
- Złoty Medal „Za zasługi dla obronności kraju”
- Srebrny Medal „Za Zasługi dla Obronności Kraju”
- Brązowy Medal „Za Zasługi dla Obronności Kraju”
- Brązowa Odznaka „Za zasługi w ochronie porządku publicznego”
- Złota Odznaka honorowa „Za Zasługi dla Warszawy” (1970)[2]
- Order Wojny Ojczyźnianej I klasy (1968, ZSRR)
- Order „Znak Honoru” (ZSRR)
- Medal „Za zwycięstwo nad Niemcami w Wielkiej Wojnie Ojczyźnianej 1941–1945” (ZSRR)
- Medal jubileuszowy „Dwudziestolecia zwycięstwa w Wielkiej Wojnie Ojczyźnianej 1941–1945” (ZSRR)